# Antoinette Bourignon
Antoinette Bourignon (Lilla, 13 gennaio 1616 – Franeker, 30 ottobre 1680) è stata una mistica fiamminga.

## Biografia
Antoinette nacque in una facoltosa famiglia cattolica, manifestando fin dalla più giovane età una forte propensione al misticismo. A venti anni, di fronte alla necessità, posta dai genitori, di un matrimonio combinato, preferì andarsene di casa, trovando prima accoglienza in un convento e poi, dal 1653 al 1662, lavorando in un orfanotrofio. Determinata a diffondere una propria concezione mistica della religione, si trasferì prima a Gand, poi a Malines dove nel 1663 pubblicò un libro che raccoglieva le proprie esperienze, La Parole de Dieu ou sa vie intérieure, e infine ad Amsterdam, dove incontrò Jean de Labadie, Comenius e Anna Maria van Schurman e pubblicò nel 1668 La vie extérieure. 
Nel 1671, con un gruppo di seguaci, si stabilì nell'isola di Nordstrand e di qui a Husum, ma l'intolleranza del clero, tanto cattolico che protestante, e delle autorità, che le sequestrarono la tipografia con la quale diffondeva i suoi scritti, costrinsero la comunità a migrare nella Frisia orientale, dove fondò un ospedale. Durante un viaggio verso Amsterdam, il 30 ottobre 1680, morì a Franeker, lasciando un gran numero di seguaci che tuttavia si dispersero in breve tempo. 
I suoi scritti, compresa una biografia con la narrazione delle sue visioni, furono raccolti dal discepolo Pierre Poiret e pubblicati ad Amsterdam nel 1686. Pubblicati anche a Londra nel 1699, si diffusero particolarmente in Scozia, provocando la loro condanna dal clero presbiteriano ma influenzando Andrew Michael Ramsay, massone fondatore del rito scozzese.